# بي بي سي إيرث (قناة تلفزيونية)
بي بي سي إيرث هي قناة تلفزيونية اشتراكية وثائقية تتميز بالبرمجة الواقعية الممتازة. القناة مملوكة بالكامل وتشغل من قبل بي بي سي ورلدوايد. كان من المقرر أن يتم طرحه دوليا في عام 2014, ولكن أعلن في وقت لاحق أنها ستطلق في عام 2015, بدءا من بولندا.

## التاريخ
في أكتوبر 2013، أعلنت هيئة الإذاعة البريطانية (بي بي سي) أنها ستطلق في عام 2014 ثلاث علامات تجارية جديدة - بي بي سي إيرث، بي بي سي فيرست، وبي بي سي بريت، مع بي بي سي إيرثحيث ستكون مكرسة للبرامج الواقعية المتميزة. وأعلن في وقت لاحق أن القناة ستطلق سلسلة مثل الكوكب المتجمد وعجائب الكون. وبالإضافة إلى ذلك، سيتم طلب ما يقرب من 30 ساعة من المحتوى الجديد للقناة في السنة الأولى. يتم تعيين القناة ليحل محل بي بي نوليدج، ومع ذلك، إذا كانت القناة الحالية ناجحة في بعض الأسواق قد تبقى.

### الانتشار الدولي

#### بولندا
بي بي سي إيرث أطلقت لأول مرة في بولندا في 1 فبراير 2015، لتحل محل بي بي سي كنولدج.

#### بلدان الشمال الأوروبي
بي بي سي إيرث حلت بي بي سي نوليدج في الدنمارك والنرويج والسويد وفنلندا وأيسلندا في 13 أبريل 2015.

#### هنغاريا
حلت بي بي سي ايرث محل بي بي سي نوليدج يوم 14 أبريل 2015.

#### رومانيا
في 14 أبريل 2015، أطلقت بي بي سي ايرث في رومانيا، لتحل محل بي بي سي كنولدج.

#### أوروبا الشرقية
بي بي سي إيرث اطلقت  لأول مرة في دول أوروبا الشرقية في 1 يناير 2016، لتحل محل بي بي سي انترتيمنت.

#### تركيا
أطلقت بي بي سي إيرث في تركيا، لتحل محل بي بي سي كنولدج، في 14 أبريل 2015.

#### أمريكا اللاتينية
أطلقت بي بي سي إيرث في بلدان أمريكا اللاتينية في الأرجنتين والبرازيل وشيلي وكولومبيا وكوستاريكا وجمهورية الدومينيك وإكوادور والسلفادور وغواتيمالا وهندوراس والمكسيك ونيكاراغوا وبنما وباراغواي وبيرو وأوروغواي وفنزويلا في 1 أيلول / سبتمبر 2015، لتحل محل بي بي سي هد. في 13 أبريل 2017 توقفت عمليات الإرسال فقط لأمريكا اللاتينية جنبا إلى جنب مع بي بي سي انترتيمنت وسي بيبيز.

#### أفريقيا
أطلقت القناة في أفريقيا لتحل محل بي بي سي كنولدج في 1 سبتمبر 2015.

#### أسيا
في آسيا، أطلقت بي بي سي إيرث في كمبوديا وهونغ كونغ وإندونيسيا وماليزيا ومنغوليا والفلبين وسنغافورة وكوريا الجنوبية وتايوان وتايلاند وفيتنام في 3 أكتوبر 2015، لتحل محل بي بي سي كنولدج.

#### الهند
دخلت بي بي سي في مشروع مشترك مع مولتي سكرين ميديا لإطلاق القناة في الهند، التي تحمل علامة سوني بي بي سي إيرث. تم إطلاقه في 6 مارس 2017، بعد الموافقة التنظيمية للمشروع المشترك. كارينا كابور هي سفيرة هذه القناة.

#### كندا
في 6 ديسمبر 2016، أعلنت بي بي سي ورلد وايد وشركة وسائل الإعلام الكندية بلو أنت ميديا لإطلاق نسخة كندية من بي بي سي ايرث. القناة التي أطلقت في 24 يناير 2017، وفي 18 فبراير 2017 سوف تستضيف العرض الكندي الأول من كوكب الأرض الجزء الثاني، في نفس تاريخ الولايات المتحدة، حيث سيتم تشغيلها على بي بي سي أمريكا. قامت بي بي سي إيرث استبدال رادكس ب بلو أنت ميديا بسبب القيود المفروضة على الملكية الأجنبية من قبل لجنة الإذاعة والتلفزيون الكندية والاتصالات، القناة مملوكة بالكامل من قبل النمل الأزرق وسائل الإعلام، مع بي بي سي الأرض العلامة التجارية والبرمجة المرخصة من بي بي سي ورلد وايد.

#### فقرات البرامج
هناك فقرات برامج بي بي سي ايرث على القنوات التالية:
- بروسيبن ماكس (ألمانيا. منذ 3 سبتمبر 2013).[11]
- كانال+1 (إسبانيا منذ يونيو 2015).[12]
- إين (فلاندرز، منذ 2015).[12]
- واواو (اليابان، منذ 2010)[1][13]